# ماری دانکن
ماری دانکن (انگلیسی: Mary Duncan؛ ۱۳ اوت ۱۸۹۵ – ۹ مهٔ ۱۹۹۳) یک هنرپیشه اهل ایالات متحده آمریکا بود.

## گزیده فیلمشناسی
از فیلم‌ها یا برنامه‌های تلویزیونی که وی در آن نقش داشته‌است می‌توان به آثار زیر اشاره کرد.
- ۴ ابلیس (۱۹۲۸)
- رود (فیلم ۱۹۲۹) (۱۹۲۹)
- دختر شهری (۱۹۳۰)
- سیزده زن (۱۹۳۲)
- شکوه صبح (فیلم ۱۹۳۳) (۱۹۳۳)